# Jenisej
Jenisej (rusky Енисей, evencky Иоанеси znamená "Velká voda, řeka") je řeka na střední Sibiři v Rusku (Tuva, Chakasko, Krasnojarský kraj). Délka řeky od soutoku Velkého a Malého Jeniseje činí 3487 km.
- včetně Malého Jeniseje – 4102 km
- včetně Velkého Jeniseje – 4092 km
- včetně Angary, Bajkalu a Selengy — 5539 km (pátá nejdelší řeka světa)

Povodí má rozlohu 2 580 000 km² a je sedmé největší na světě.

## Průběh toku
Vzniká soutokem Malého a Velkého Jeniseje u města Kyzyl na 51°43′43″ s. š., 94°27′17″ v. d.. Od soutoku se řeka nazývá Horní Jenisej (rusky Верхний Енисей) až k Sajansko-sušenské přehradě a pod ní už nese název Jenisej. Teče převážně na sever po hranici Západní a Východní Sibiře. Ústí do Jenisejského zálivu Karského moře. Podle tvaru údolí a koryta, charakteru toku a hydrologického režimu se řeka dělí na tři části.

### Horní Jenisej
Horní tok řeky začíná u soutoku Malého a Velkého Jeniseje a končí v místě, kde odtéká ze Západních Sajan do Minusinské kotliny u vesnice Označennoje. Je dlouhý 474 km. Prvních 188 km teče pod názvem Horní Jenisej (rusky Верхний Енисей, tuvinsky Улуг-Хем) severní částí Tuvinské kotliny na západ. Řeka se větví na ramena, ve kterých se vyskytují říční prahy. Šířka koryta dosahuje 100 až 600 m, hloubka v klidných úsecích 4 až 12 m a na prazích ne více než 1 m. Pod levým přítokem Chemčik se řeka obrací na sever a v délce 290 km protéká mezi hřbety Západních Sajan. Úzká dolina, místy kaňon, široký přibližně 100 m je od roku 1975 zatopen vodami Sajansko-šušenské přehrady. Nacházelo se zde mnoho prahů (např. Děduškin, Džojský) a především největší Velký práh u ústí řeky Kazyrsuk. Ten byl 320 m dlouhý, měl spád 2 až 6 m a rychlost toku na něm dosahovala 6 až 8 m/s. Pod ním se nacházely tůně hluboké až 20 m.

### Střední Jenisej
Střední tok začíná u vesnice Označennoje a končí u soutoku s Angarou. Je dlouhý 876 km. Řeka nejprve protéká Minusinskou kotlinou, v níž se říční údolí postupně rozšiřuje a v korytě se objevuje mnoho ostrovů. Pod levým přítokem Abakan šířka doliny dosahuje 5 km, šířka koryta více než 500 m a rychlost toku 2 m/s. Zde začíná vzdutí Krasnojarské přehrady, jež je dlouhá 360 km a vytváří ji hráz s vodní elektrárnou u Divnogorska, kde řeka protíná výběžky Východních Sajan. Hloubka u hráze dosahuje 100 m. Nad hrází do přehrady ústí zprava Tuba a Syda a pod hrází Mana. U Krasnojarsku se výběžky Východních Sajan přibližují až k řece a vytvářejí zde malebné skály, tzv. Stolby. Pod Krasnojarskem se dolina opět rozšiřuje a řeka ztrácí horský charakter, i když se v korytě ještě vyskytují podvodní prahy, jež jsou výběžky Jenisejského krjaže. Na jednom z nich řeka tvoří Kazančinský práh, který je dlouhý 4 km a má spád 3,8 m při šířce koryta 550 až 600 m.

### Dolní Jenisej

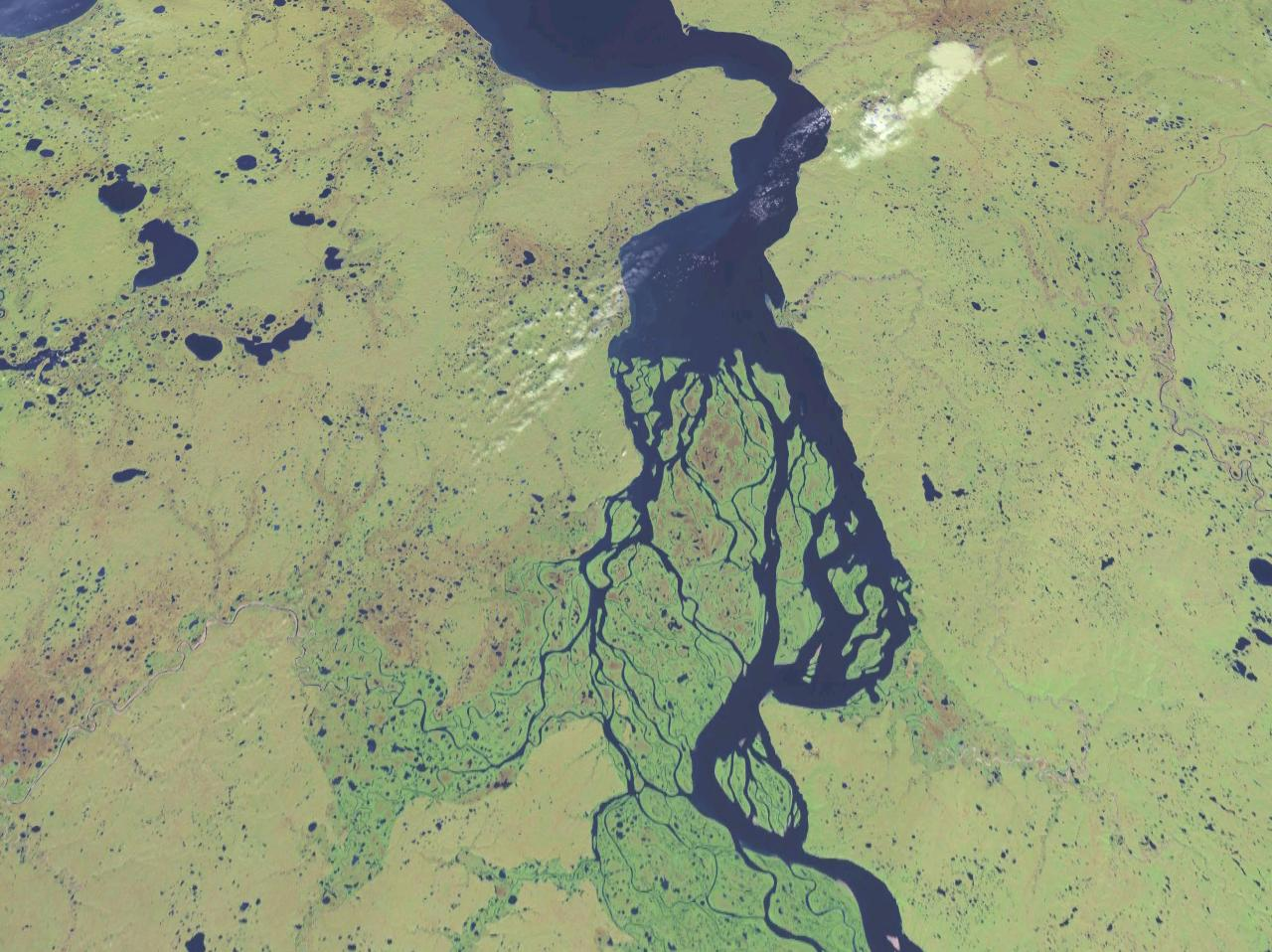
Ústí Jeniseje, satelitní snímek

Dolní tok začíná u soutoku s Angarou a končí v ústí. Teče bažinatou Západosibiřskou rovinou z jihu na sever. Je dlouhý 2137 km. Charakter doliny se oproti střednímu toku prudce mění. Zatímco pravý břeh zůstává hornatý, levý je nízký. Šířka koryta je větší než 2 km, hloubka se pohybuje od 10 do 17 m a rychlost toku klesá na 0,8 až 1,1 m/s. Šířka doliny u ústí Dolní Tunguzky je přibližně 40 km a u Dudinky a Usť-Portu až 150 km při šířce koryta 2,5 až 5 km. Minimální hloubka na dolním toku kolísá mezi 5 až 8,5 m. Nad ústím Podkamenné Tunguzky řeka opět protíná výběžky Jenisejského krjaže a vytváří Osinovský práh, kde hloubka klesá na 2,5 m a rychlost vzrůstá na 2 až 3 m/s. Pod prahem řeka protéká skalnatou soutěskou, která je široká 740 m a hloubka zde dosahuje až 60 m. Pod ústím Dolní Tunguzky převažují hloubky 14 až 20 m a u Dudinky 20 až 25 m. Koryto se zde rozděluje na ramena a ostrovy mezi nimi dosahují délky až 20 km. Od ústí řeky Kurejka je už patrný vliv mořského přílivu. Pod vesnicí Usť-Port začíná delta. Brechovské ostrovy rozdělují koryto na množství průtoků, z nichž hlavní jsou čtyři (Ochotský, Kamenný, Velký a Malý Jenisej). Celková šířka koryta dosahuje 50 km. Pod ostrovy pokračuje řeka v jednom korytě, hrdle. Za ústí byl stanoven mys Sopočnaja Karga.

### Přítoky
- zleva — Chemčik, Kantegir, Abakan, Kem, Kas, Sym, Dubčes, Jeloguj, Turuchan, Malá Cheta, Velká Cheta, Tanama, Grjaznucha
- zprava — Us, Kebež, Tuba, Syda, Sisim, Mana, Kan, Angara, Velký Pit, Podkamenná Tunguska, Bachta, Dolní Tunguzka, Kurejka, Chantajka, Dudinka

## Povodí
Pro povodí Jeniseje je charakteristická velká nesouměrnost. Pravobřežní část je 5,6krát větší než levobřežní. Povodí je tvořeno horami jižní Sibiře a převážnou částí Středosibiřské pahorkatiny, kterou pokrývá tajga. Půda v povodí je z převážné části věčně zmrzlá. Povodí řeky na území Ruska zahrnuje 198 620 řek o celkové délce 884 754 km a 126 364 jezer o celkové rozloze 51 835 km².

## Vodní režim
Zdrojem vody jsou téměř z poloviny sněhové srážky. Podíl dešťových srážek se pohybuje mezi 36 až 38 % a podzemní vody do 16 % a směrem k dolnímu toku klesá. Pro převážnou část toku je charakteristický jarní vzestup hladiny a letní povodně. V zimě průtok prudce klesá, ale dochází k náhlým vzestupům hladiny při uvolnění ledových zátarasů. Na horním toku je charakteristické protáhlé období vzestupu hladiny od jara do léta. Hladina začíná stoupat v květnu, někdy však už v dubnu a na středním toku o něco dříve než na horním. Na dolním toku u Dudinky pak vzestup začíná mezi polovinou května a začátkem června. Rozsah kolísání hladiny činí na horním toku 5 až 7 m, na středním toku 15 až 16 m a na dolním toku až 28 m u Kurejky. Směrem k ústí pak klesá na 11,7 m u Usť-Porta. Celkový roční odtok 624 km³ ho řadí na první místo v Rusku. Maximální průtok u Igarky činí 154 000 m³/s. Průměrný průtok v ústí činí 19 800 m³/s. Nárůst průtoku směrem k ústí zachycuje tabulka:
| místo               | vzdálenost od ústí | velikost povodí | průměrný roční průtok |
| ------------------- | ------------------ | --------------- | --------------------- |
| Kyzyl               | 3487 km            | 115 000 km²     | 1010 m³/s             |
| Nikitino            | 3020 km            | 182 000 km²     | 1480 m³/s             |
| Bazaicha            | 2468 km            | 300 000 km²     | 2920 m³/s             |
| Jenisejsk           | 2054 km            | 1 400 000 km²   | 7750 m³/s             |
| Podkamenná Tunguzka | 1568 km            | 1 760 000 km²   | 10 900 m³/s           |
| Igarka              | 697 km             | 2 440 000 km²   | 17 800 m³/s           |

Zamrzat začíná řeka na dolním toku na začátku října a je pro ní charakteristické podzimní putování ledu po řece. Na dolním toku zamrzání končí na konci října, na středním toku a u Krasnojarsku v polovině listopadu a na horním toku na konci listopadu až v prosinci. Na některých úsecích vzniká náledí. Řeka začíná rozmrzat na horním toku na konci dubna, na středním toku v první polovině května a na dolním toku na začátku června. Jarní putování ledu po řece je doprovázené vznikem ledových zátaras.

## Využití

### Doprava
Jenisej je důležitou dopravní tepnou Krasnojarského kraje. Pravidelná vodní doprava je provozována v délce 3 013 km od vesnice Označnnoje k ústí, avšak po dobu osmi měsíců je řeka zamrzlá. Hlavní trasa nákladní dopravy vede mezi Krasnojarskem do Dudinkou. Hlavní přístavy jsou Abakan, Krasnojarsk, Strelka, Lesosibirsk, Jenisejsk, Turuchansk, Igarka, Usť-Port. Do Igarky je možná doprava námořních lodí. Na horním toku je rozvinutá místní vodní doprava okolo hlavního přístavu v Kyzylu. V létě jsou mezi Krasnojarskem, Dudinkou a Diksonem organizovány turistické jízdy na parnících. Řeka se také využívá k plavení dřeva.

### Přehrady
Na řece byly, stejně jako na dalších sibiřských tocích, vybudovány přehradní nádrže s vodními elektrárnami. Jsou to Krasnojarská (1971) a Sajansko-šušenská přehrada (1975).

### Průmysl
V povodí řeky se nacházejí významná naleziště barevných kovů, např. mědi, niklu a chromu.

## Fauna
V řece žije mnoho druhů ryb (síh omul, sleď obecný, nelma obecná, síh muksun, sterleď, jeseter, vyza velká).